# 1-й окремий штурмовий полк (Україна)
1-й окремий штурмовий полк (1 ОШП, в/ч А4848) — військове формування Сухопутних військ Збройних сил України.
Підрозділ брав участь у боях на Донеччині та Луганщині: у Авдіївці, Пісках, Карлівці, під Савур-Могилою, Старогнатівкою, Степанівкою. Також підрозділ брав участь у Харківському контрнаступі, у звільненні Куп'янська, Балаклії, Ізюму, Синьківки. Брали участь в обороні «Дороги смерті» поблизу Хромового, боях за Бахмут, Соледар, Кліщіївку, Часів Яр, Серебрянку, Берестове; на Луганщині — у боях за Кремінну, Сєвєродонецьк, Лисичанськ, Білогорівку.
На початку лютого 2024 року частина бійців перейшла до 59 ОМПБр як 108-й батальйон «Вовки Да Вінчі» під керівництвом Сергія Філімонова. З квітня 2024 року 1-й окремий штурмовий батальйон вивели з 67 ОМБр.

## Історія

### Штурмова рота
17 березня 2016 року Дмитро Коцюбайло призначений командиром 1-ї окремої штурмової роти «Вовки Да Вінчі» Добровольчого Українського Корпусу «Правий сектор». Комбат був проти призначення 21-річного Дмитра на посаду командира роти, але Олександр Карась «Подолянин», тодішній ротний і командир Дмитра, наполіг на цьому, пояснивши, що Да Вінчі шукав можливості взяти участь у бойових операціях і часто був у них командиром, реального військового досвіду у нього було достатньо.
Добровольча рота не входила до ЗСУ і фактично не підпорядковувалась в армії нікому. Ця відсутність субординації дратувала деяких генералів, але інші цінували сміливість і готовність іти в бій. За словами Андрія Римарука із фонду «Повернись живим», Дмитро Коцюбайло одним із перших на фронті почав використовувати дрони для коригування вогню артилерії. Командири різних бригад запрошували його «попрацювати» по їхніх цілях, і артилеристи Да Вінчі швидко здобули репутацію влучних та ефективних воїнів.

### Повномасштабне російське вторгнення
З лютого до квітня 2022 року артилерійська група роти працювала на різних напрямках, палячи колони броньованої техніки, зупиняючи просування росіян на південному напрямку, під Запоріжжям, біля Києва.
Після цього, як і багато підрозділів ДУК, рота увійшла до Сил спецоперацій, утворивши 7-й центр спеціальних дій ДУК. Рота була доукомплектована до розміру батальйону. У формуванні батальйону Дмитрові Коцюбайлу допоміг Юрій Капустяк, який запросив начальника штабу Олега Лотоцького і десятки кадрових військовиків, які служили в різних підрозділах. За словами Коцюбайла, вони всі разом сформували «дійсно потужний батальйон».
Улітку 2022 року до батальйону «Вовки Да Вінчі» увійшла рота «Гонор» Сергія Філімонова.
Згодом батальйон воював у контрнаступі на Харківщині. Брав участь у звільненні Куп'янська, Балаклії, Ізюму, Синьківки.
7 березня 2023 року батальйон втратив свого комбата Да Вінчі в боях за Бахмут. Після загибелі командира Дмитра «Да Вінчі» Коцюбайла 1 ОШБ у складі 67 ОМБР ДУК очолив Юрій Капустяк.
З 1 липня 2023 року Юрій Капустяк сказав, що батальйон буде названий на честь Дмитра Коцюбайла.
В січні 2024 року з підрозділів батальйону була сформована ротно-тактична група, яку відправили для стабілізації ситуації в районі села Табаївка під Куп'янськом. Ця ротно-тактична група успішно виконала завдання і відбила Табаївку в противника.

### Розділення підрозділу
26 січня 2024 року у Львові відкрили перший в Україні рекрутинговий центр 1-го окремого батальйону «Вовки Да Вінчі» імені Дмитра Коцюбайла. Відкривали центр заступник начальника з розвідки батальйону Сергій Філімонов, керівниця медичної служби «Ульф» Аліна Михайлова та командир взводу Олександр Ябчанка. Через 3 дні, 29 січня, в 67-й бригаді ДУК сказали, що цей рекрутинговий центр не належить до першого штурмового батальйону 67 ОМБр ДУК, оскільки група військових, які організували рекрутинговий центр, — Аліна Михайлова, Сергій Філімонов, рота «Гонор» та окремі військові — нещодавно покинули лави бригади.
6 лютого 2024 Сергій Філімонов та Аліна Михайлова заявили про вихід частини бійців батальйону зі складу 67 окремої механізованої бригади ДУК і перехід до складу 59-та окремої мотопіхотної бригади як батальйон «Вовки Да Вінчі» під командуванням Сергія Філімонова. Таким чином окремо почали існувати:
- 1-й окремий штурмовий батальйон під командуванням майора Юрія Капустяка у складі 67-ї бригади ДУК.
- 108 ОМБ «Вовки Да Вінчі» в складі 59 ОМПБр, під командуванням Сергія Філімонова, що не входить до ДУК ПС.

15 квітня 2024 року Командування Сухопутних військ ЗСУ виокремило штурмовий батальйон в окрему військову частину поза межами 67 ОМБр.
Наприкінці травня 2024 року стало відомо, що батальйон мобілізував до свого складу певну кількість засуджених.
12 вересня 2024 року одна з сестер-близнючок Дмитра Коцюбайла — Олександра підписала контракт з 1-м окремим штурмовим батальйоном, який створив і яким командував її брат.
У січні — лютому 2025 року батальйон активно вів рекрутинг.
5 квітня 2025 року стало відомо, що батальйон було розширено до розмірів полку

## Командування

### Командири
- 2014—07.03.2023: молодший лейтенант Дмитро Коцюбайло[9][30][31]
- 07.03.2023—05.2024: майор Юрій Капустяк[15]
- 05.2024—дотепер: капітан Дмитро Філатов (друг «Перун»)[32][33][34][35]

Начальники штабу:
- на 2022: майор Олег Лотоцький[6]

## Традиції

### Символіка
На нарукавному знаку батальйону зображено фігуру вовка під мечем та стилізованими літерами DV.

Нарукавний знак першої окремої штурмової роти ДУК ПС «Вовки Да Вінчі» (2015-2022)
Нарукавний знак батальйону «Вовки Да Вінчі» (2022-2023)
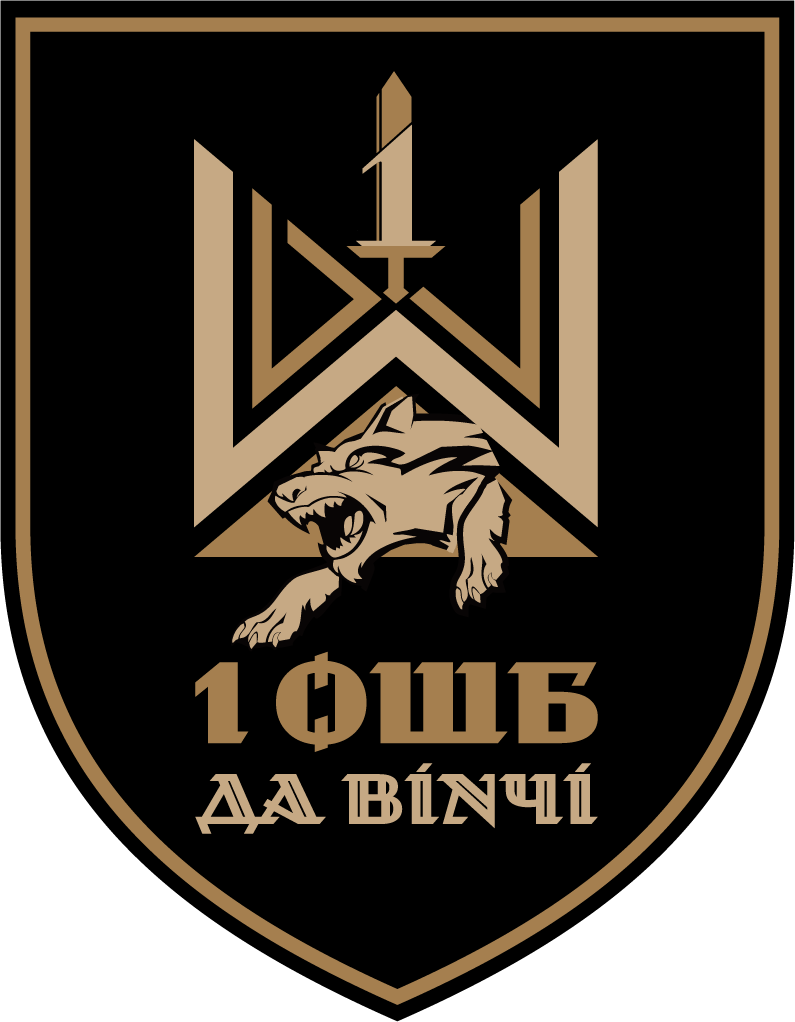
Нарукавний знак 1 ОШБ (2024-2025)
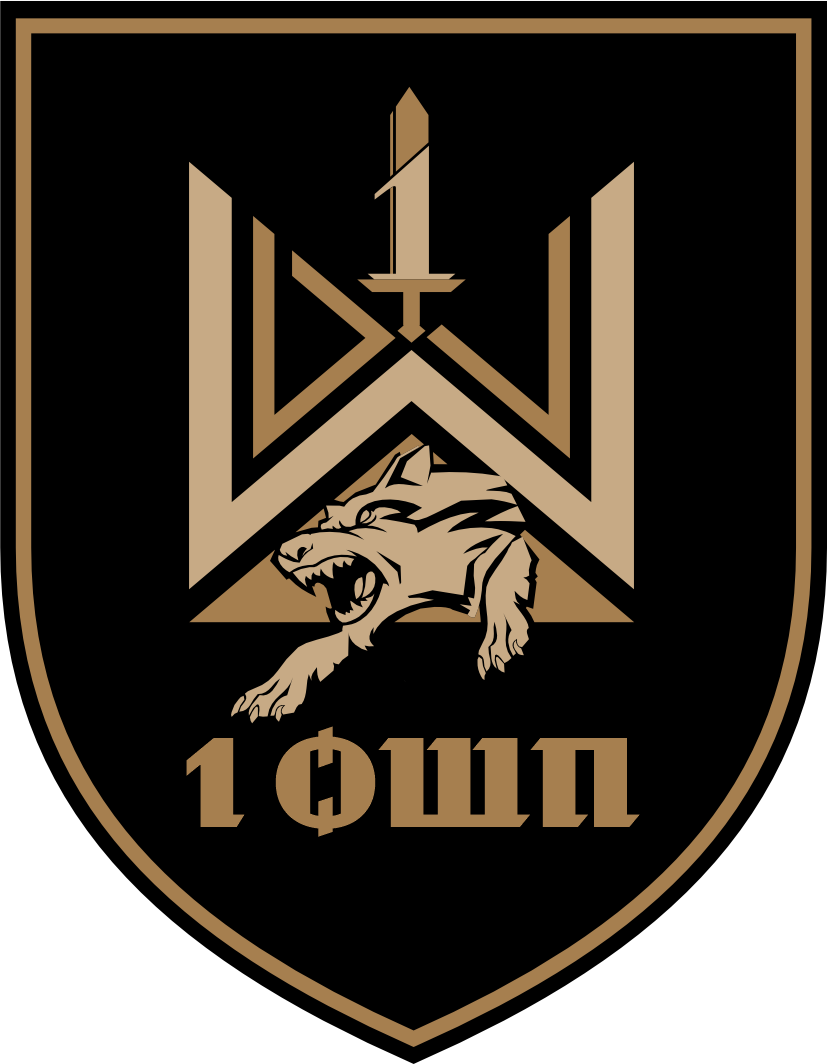
Нарукавний знак 1 ОШП

### Власні нагороди
Хрест Да Вінчі — власна нагорода батальйону, заснована у травні 2024 року.

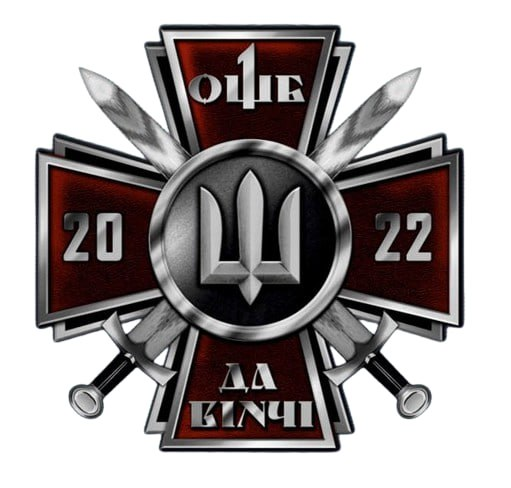
Сталевий хрест для нагородження військовиків.
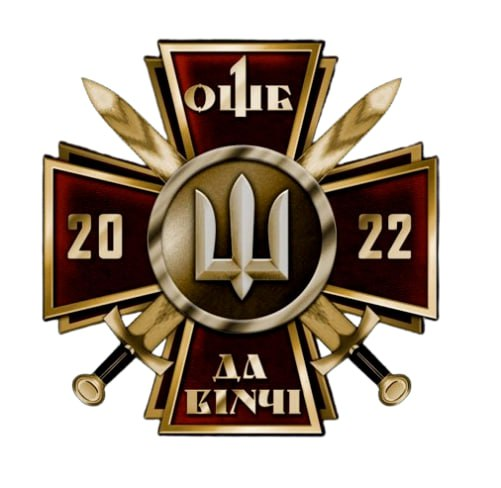
Бронзовий хрест для нагородження цивільних.

## Книги
- Дмитро Савченко («Філософ») «ВОВКИ ДА ВІНЧІ. Стисла історія становлення та ідейна навігація 1-го Окремого Штурмового Батальйону». — Київ: Видавництво «Залізний тато», 2023[37]

## Втрати
- 17 березня 2025 - Олег Мукомела (1998 року народження). Мобілізований 18 листопада 2024 року. Солдат, водій. Загинув під час виконання бойового завдання поблизу Покровська Донецької області[38].
- 5 квітня 2025 — Самойлович Олександр («Віллі/Віндір») 17.9.2006. Був керівником Київського осередку Правої Молоді у 2024 році [39]

### Соцмережі і сайт
- https://1bat.com.ua/ — сайт
- Офіційна сторінка у Facebook
- Офіційна сторінка у Instagram
- Офіційна спільнота у Telegram

### Новини
- І. Фаріон. За Україну «друг Да Вінчі» воює із вовчою хваткою // Високий замок. — 2020. — 10 грудня.